# Бучачский замок
Бу́чачский за́мок (укр. Бу́чацький замок) — расположен на вершине высокого скалистого плоскогорья в районном центре Бу́чач, Тернопольской области, Украина. 

## История замка
Начало строительства относят к последней четверти XIV века, когда была построена мысовая часть замка из красного песчаника. В начале XVII века была достроена наиболее поздняя часть замка, состоящая из оборонной стены с двумя полукруглыми бастеями. 
За время своего существования замок выдержал множество штурмов и осад, неоднократно разрушался, но каждый раз остраивался заново. В своё время служил резиденцией князей Бучачских, а в начале XVII века перешёл во владение Потоцких. В 1648 году замок был разрушен казацкими полками Максима Кривоноса, но был сразу же восстановлен Потоцкими. В дальнейшем крымские татары несколько раз безуспешно пытались захватить замок. В 1672 году замок пал под натиском объединенных войск турецкого султана Магомета IV, крымских татар и казацких войск гетьмана Дорошенко. В этом же году под стенами замка был подписан Бучачский мир между Османской империей и Речью Посполитой. После возобновления военных действий Бучачский замок в 1676 году вновь был захвачен и разрушен турецкими войсками, но в очередной раз был отстроен. В XVIII веке замок утрачивает своё оборонное значение, приходит в запустение, а его стены постепенно разбираются местными жителями на стройматериалы.

## Современное состояние
До настоящего времени неплохо сохранились постройки XVI века - южная оборонная стена с бойницами, восточная бастея и фрагменты стен бывшего дворца.

## Галерея

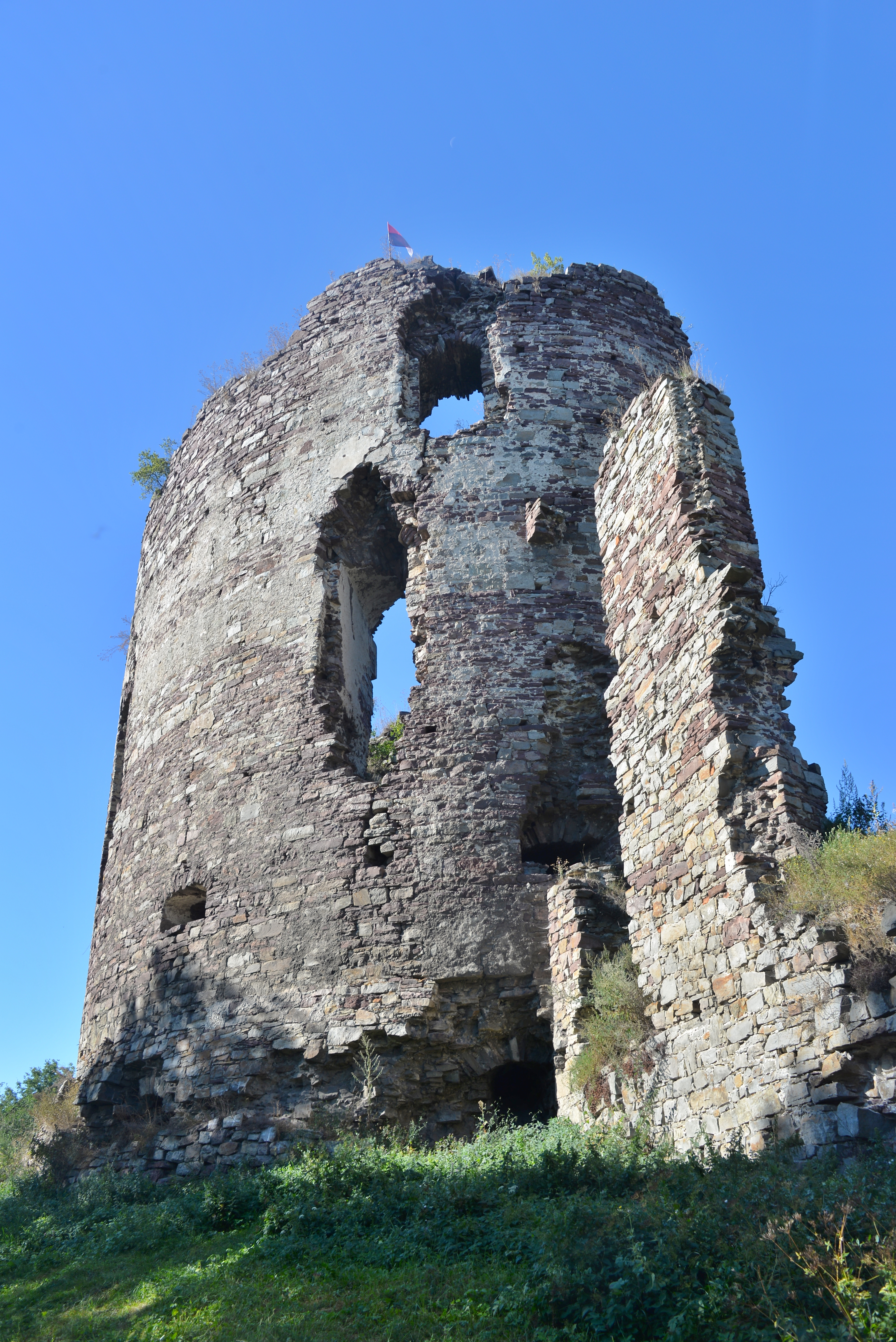
Руины замка
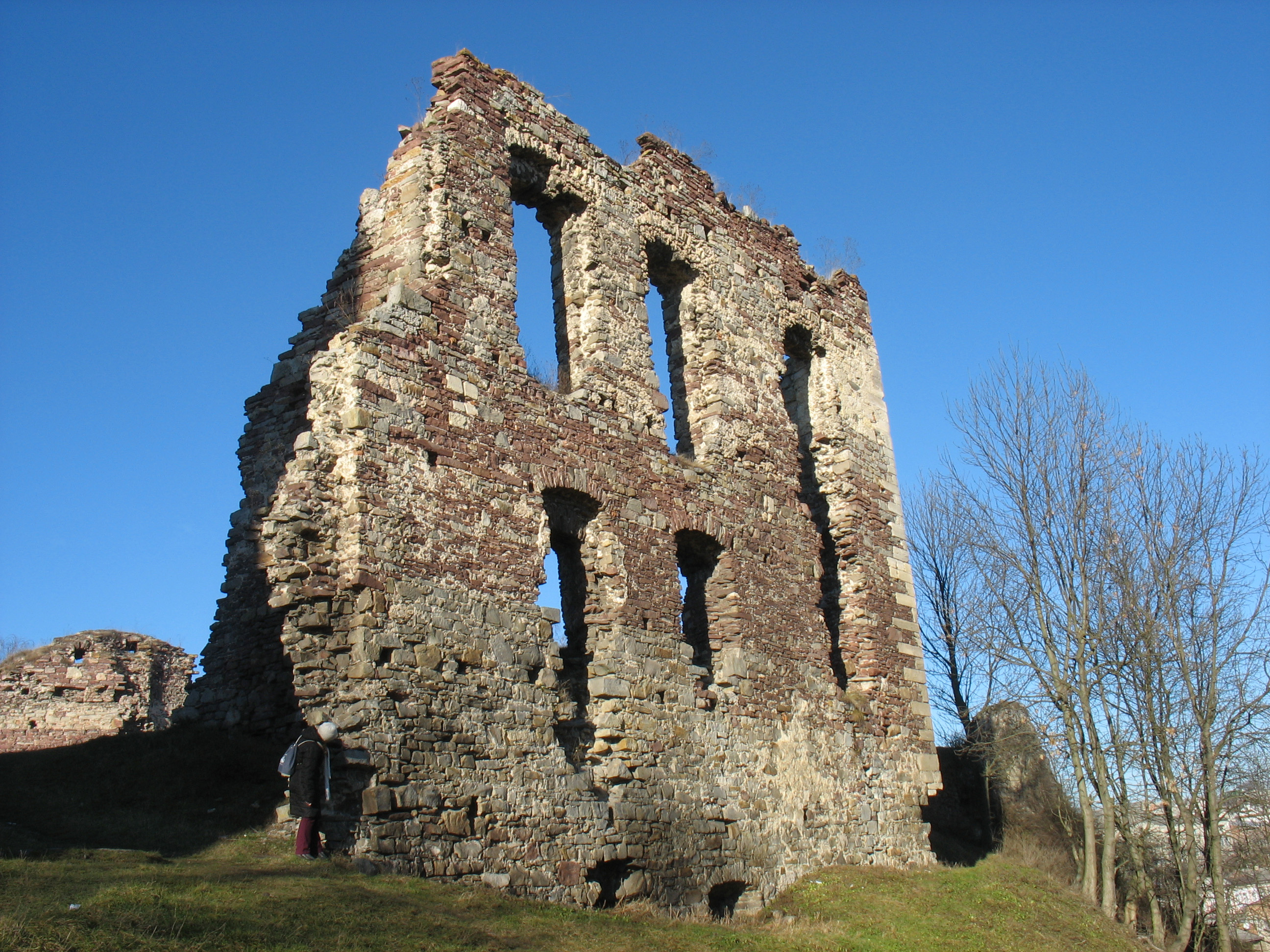
Руины замка
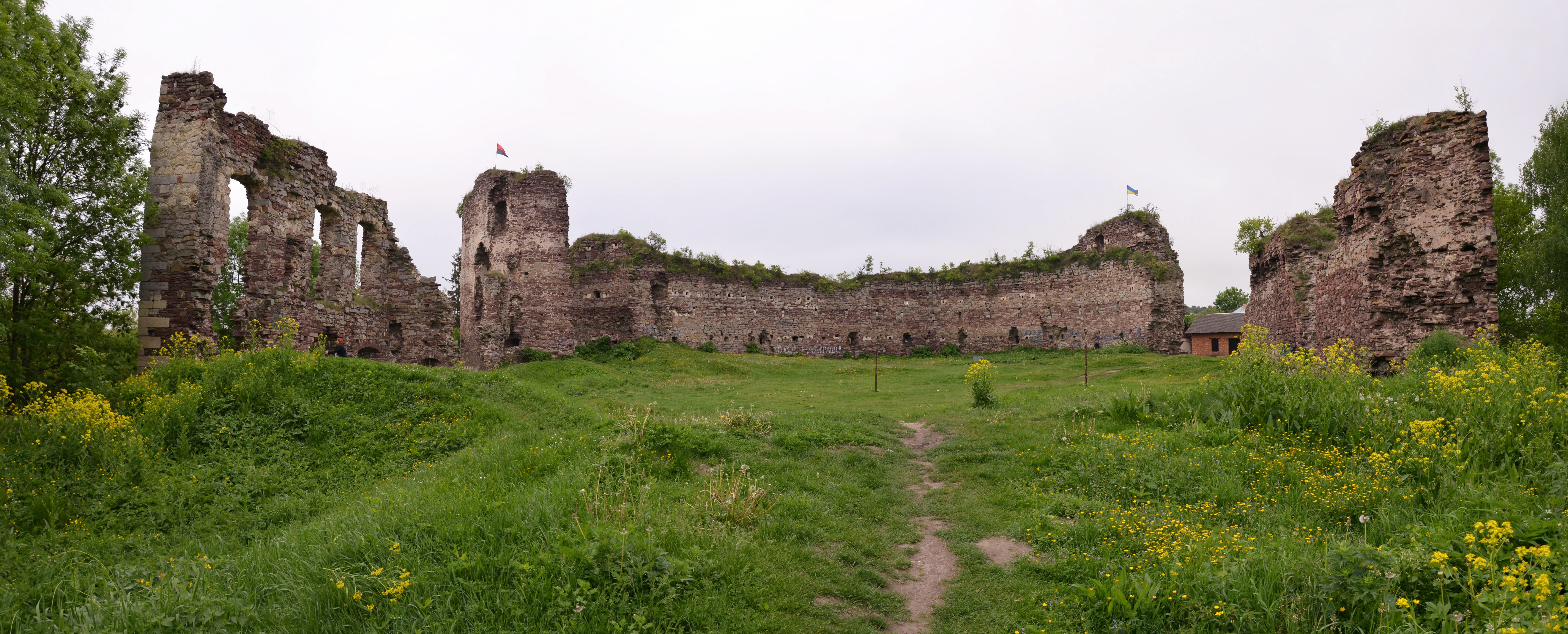
Южная оборонная стена
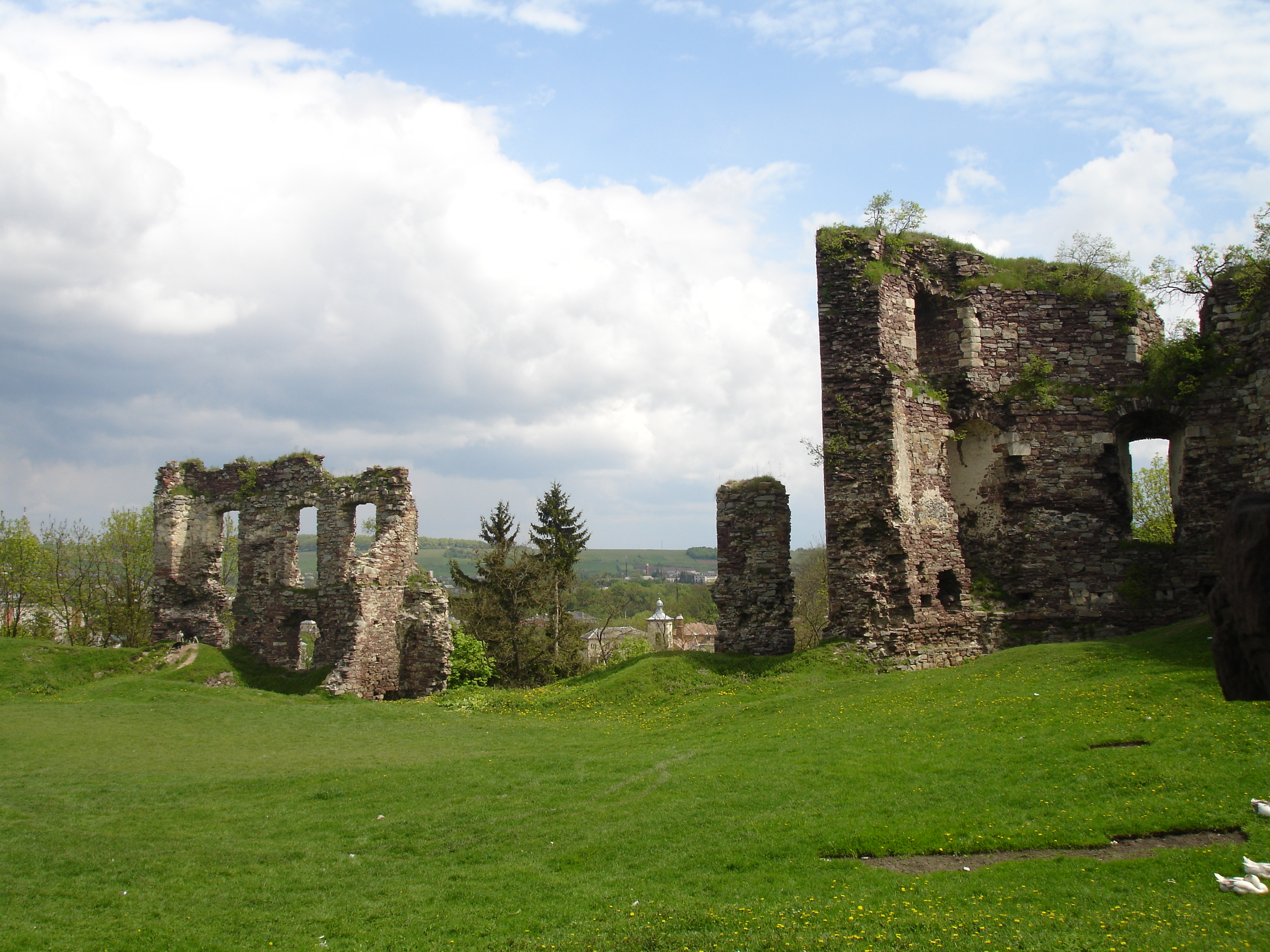
Руины замка
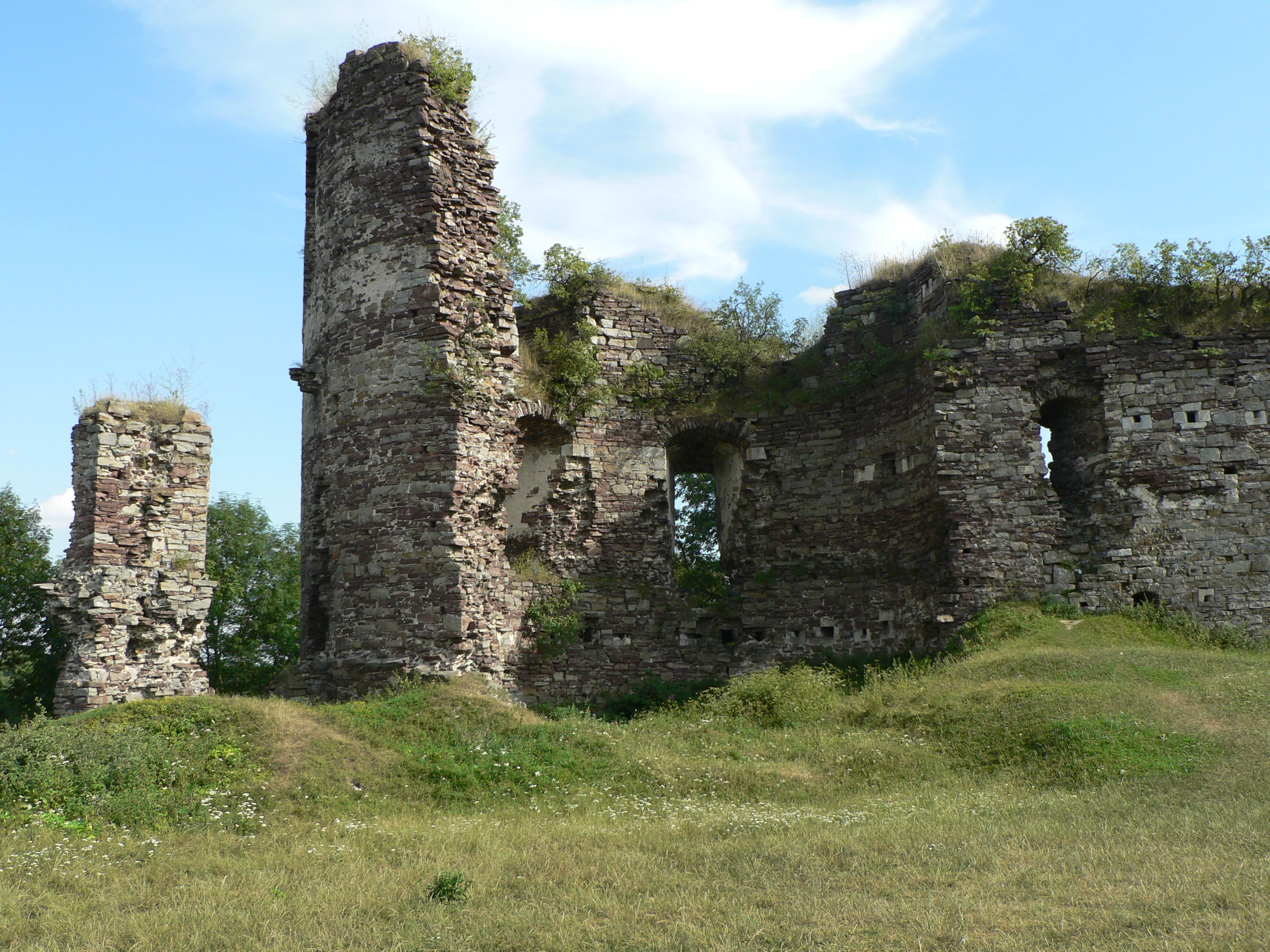
Восточная бастея